# Eishockey-Bundesliga (Österreich) 1981/82
Meister der Österreichischen Eishockey-Liga 1981/82 wurde zum ersten Mal in der Vereinsgeschichte die VEU Feldkirch. Die Entscheidung um die Meisterschaft fiel erst in der letzten Spielrunde der Meisterrunde, als die VEU Feldkirch drei Minuten vor der Schlusssirene einen 2:4-Rückstand gegen den punktegleichen KAC noch in einen 6:4-Sieg verwandelte.

## Bundesliga

### Modus
Die acht Vereine spielten im Grunddurchgang jeweils vier Mal gegeneinander. Die besten sechs Vereine qualifizierten sich für die aus zwei Runden bestehende Meisterrunde, wobei die ersten fünf Vereine 5, 4, 3, 2 bzw. 1 Bonuspunkte gutgeschrieben bekamen.

### Tabelle nach dem Grunddurchgang (28 Runden)
| Platz | Team            | GP | W  | T | L  | Tore    | P  |
| ----- | --------------- | -- | -- | - | -- | ------- | -- |
| 1.    | EC KAC          | 28 | 21 | 2 | 5  | 170:107 | 46 |
| 2.    | VEU Feldkirch   | 28 | 18 | 3 | 7  | 155:99  | 39 |
| 3.    | HC Salzburg     | 28 | 17 | 2 | 9  | 151:105 | 36 |
| 4.    | Wiener EV       | 28 | 14 | 5 | 9  | 129:113 | 33 |
| 5.    | EC VSV          | 28 | 10 | 5 | 13 | 137:117 | 25 |
| 6.    | Kapfenberger SV | 28 | 9  | 5 | 14 | 122:149 | 23 |
| 7.    | ECS Innsbruck   | 28 | 8  | 2 | 18 | 117:164 | 18 |
| 8.    | WAT Stadlau     | 28 | 2  | 0 | 26 | 82:209  | 4  |

### Meisterrunde (10 Runden)
| Platz | Team            | GP | W | U | L | Tore  | P/B  |
| ----- | --------------- | -- | - | - | - | ----- | ---- |
| 1.    | VEU Feldkirch   | 10 | 7 | 1 | 2 | 61:31 | 19/4 |
| 2.    | EC KAC          | 10 | 6 | 0 | 4 | 52:42 | 17/5 |
| 3.    | Wiener EV       | 10 | 6 | 1 | 3 | 60:42 | 15/2 |
| 4.    | HC Salzburg     | 10 | 4 | 1 | 5 | 44:47 | 12/3 |
| 5.    | EC VSV          | 10 | 3 | 4 | 3 | 45:47 | 11/1 |
| 6.    | Kapfenberger SV | 10 | 0 | 1 | 9 | 30:83 | 1/0  |

Die VEU Feldkirch gewinnt den ersten Meistertitel der Vereinsgeschichte.

### Abstiegs-Play-Off
| Team                                | Serie | Spiel 1   | Spiel 2 | Spiel 3 |
| ----------------------------------- | ----- | --------- | ------- | ------- |
| ECS Innsbruck (7) – WAT Stadlau (8) | 3:0   | 6:5 n. V. | 4:2     | 6:2     |

Der Absteiger in die Nationalliga wäre somit der WAT Stadlau gewesen, aufgrund des Konkurses des HC Salzburg konnten die Stadlauer aber trotzdem in der Bundesliga bleiben.
Aufsteiger aus der Nationalliga war der EHC Lustenau.